# Casa do Consulado
La Casa de Ramos, posteriorment anomenada Casa Real do Consulado i, abreviadament, Casa do Consulado (en gallec Casa del Consulat), és un edifici d'estil neoclàssic de la ciutat de la Corunya, construït en el segle xviii.

## Història
L'edifici es va construir el 1779 com a casa familiar per al comerciant José Ramos i les seves obres van ser dirigides per l'arquitecte Pedro Martín Cermeño y García de Paredes. Quan el 29 de novembre de 1785 es va crear el Reial Consulat Marítim i Terrestre de la Corunya, la nova institució va llogar l'edifici, que va comprar finalment el 1793.
La primera modificació va arribar el 1794 quan es va substituir la terrassa per un sostre de teula i es va afegir un rellotge. El 1806 el canonge Pedro Antonio Sánchez Vaamonde va fundar la Biblioteca del Consulat, primera biblioteca pública de la ciutat. El Reial Consulat va ser substituït per altres institucions fins a la creació de la Cambra Oficial de Comerç, Indústria i Navegació de la Corunya el 1886, mantenint-se en la mateixa seu fins al 1926.
El 4 de setembre de 1905 es va celebrar a la Sala d'Actes de l'edifici la constitució de l'Academia Galega da Lingua, i són escollits Manuel Murguía president, Uxío Carré Aldao secretari i Xosé Pérez Ballesteros tresorer. Entre 1942 i 1946 es va dur a terme un procés de reforma interior segons el projecte d'Antonio Tenreiro per a establir a l'edifici el Museu de Belles Arts, augmentant també la seva altura. El museu va mantenir la seu entre 1947 i 1995.
L'edifici va ser cedit a l'Ajuntament de la Corunya el 2014.

## Usos
És la seu de la Biblioteca del Consulat i de quatre acadèmies gallegues: la de Belles Arts (des de 1898), Jurisprudència (des de 1966), Audiovisual (des de 2002) i Gastronomia (des de 2008).